# Мадіона
Мадіона (кат. Mediona) - муніципалітет, розташований в Автономній області Каталонія, в Іспанії. Знаходиться у районі (кумарці) Ал Панадес провінції Барселона, згідно з новою адміністративною реформою перебуватиме у складі Баґарії (округи) Барселона.

## Населення
Населення міста (у 2007 р.) становить 2.251 особа (з них менше 14 років - 14,5%, від 15 до 64 - 65,7%, понад 65 років - 19,8%). У 2006 р. народжуваність склала 30 осіб, смертність - 29 осіб, зареєстровано 11 шлюбів. У 2001 р. активне населення становило 735 осіб, з них безробітних - 70 осіб.

Серед осіб, які проживали на території міста у 2001 р., 1.241 народилися в Каталонії (з них 560 осіб у тому самому районі, або кумарці), 221 особа приїхала з інших областей Іспанії, а 41 особа приїхала з-за кордону. 

Університетську освіту має 10% усього населення. 

У 2001 р. нараховувалося 595 домогосподарств (з них 29,2% складалися з однієї особи, 30,6% з двох осіб,15,8% з 3 осіб, 15% з 4 осіб, 6,1% з 5 осіб, 2% з 6 осіб, 0,8% з 7 осіб, 0,2% з 8 осіб і 0,3% з 9 і більше осіб).

Активне населення міста у 2001 р. працювало у таких сферах діяльності : у сільському господарстві - 6,6%, у промисловості - 45%, на будівництві - 10,4% і у сфері обслуговування - 38%. 

 У муніципалітеті або у власному районі (кумарці) працює 559 осіб, поза районом - 274 особи.

### Безробіття
У 2007 р. нараховувалося 64 безробітних (у 2006 р. - 68 безробітних), з них чоловіки становили 45,3%, а жінки - 54,7%.

## Економіка

### Підприємства міста

#### Промислові підприємства
| \| Промислові підприємства міста, за сферою діяльності \| Промислові підприємства міста, за сферою діяльності \| Промислові підприємства міста, за сферою діяльності \| \| Рік \| 2002 р. \| 2001 р. \| \| --------------------------------------------------- \| --------------------------------------------------- \| --------------------------------------------------- \| \| Енергетичні та водні ресурси \| 13,3% \| 12,5% \| \| Хімія та метали \| 13,3% \| 12,5% \| \| Переробка металів \| 20% \| 18,8% \| \| Продукти харчування \| 20% \| 18,8% \| \| Текстиль \| 26,7% \| 31,2% \| \| Виробництво меблів, видання \| 6,7% \| 6,2% \| \| Інше \| 0% \| 0% \| \| Усього підприємств \| 15 \| 16 \| |         |         |
| Промислові підприємства міста, за сферою діяльності |         |         |
| Рік | 2002 р. | 2001 р. |
| Енергетичні та водні ресурси | 13,3%   | 12,5%   |
| Хімія та метали | 13,3%   | 12,5%   |
| Переробка металів | 20%     | 18,8%   |
| Продукти харчування | 20%     | 18,8%   |
| Текстиль | 26,7%   | 31,2%   |
| Виробництво меблів, видання | 6,7%    | 6,2%    |
| Інше | 0%      | 0%      |
| Усього підприємств | 15      | 16      |

#### Роздрібна торгівля
| \| Підприємства роздрібної торгівлі міста, за сферою діяльності \| Підприємства роздрібної торгівлі міста, за сферою діяльності \| Підприємства роздрібної торгівлі міста, за сферою діяльності \| \| Рік \| 2002 р. \| 2001 р. \| \| ------------------------------------------------------------ \| ------------------------------------------------------------ \| ------------------------------------------------------------ \| \| Продукти харчування \| 45,5% \| 50% \| \| Одяг та взуття \| 0% \| 0% \| \| Товари для дому \| 18,2% \| 9,1% \| \| Книги та періодичні видання \| 4,5% \| 4,5% \| \| Промислова хімічна продукція \| 13,6% \| 18,2% \| \| Продукція, пов'язана з транспортними засобами \| 0% \| 0% \| \| Інше \| 18,2% \| 18,2% \| \| Усього підприємств \| 22 \| 22 \| |         |         |
| Підприємства роздрібної торгівлі міста, за сферою діяльності |         |         |
| Рік | 2002 р. | 2001 р. |
| Продукти харчування | 45,5%   | 50%     |
| Одяг та взуття | 0%      | 0%      |
| Товари для дому | 18,2%   | 9,1%    |
| Книги та періодичні видання | 4,5%    | 4,5%    |
| Промислова хімічна продукція | 13,6%   | 18,2%   |
| Продукція, пов'язана з транспортними засобами | 0%      | 0%      |
| Інше | 18,2%   | 18,2%   |
| Усього підприємств | 22      | 22      |

#### Сфера послуг
| \| Підприємства міста, що працюють у сфері послуг, за діяльністю \| Підприємства міста, що працюють у сфері послуг, за діяльністю \| Підприємства міста, що працюють у сфері послуг, за діяльністю \| \| Рік \| 2002 р. \| 2001 р. \| \| ------------------------------------------------------------- \| ------------------------------------------------------------- \| ------------------------------------------------------------- \| \| Гуртова торгівля \| 0% \| 6,9% \| \| Готелі та готельний бізнес \| 31% \| 27,6% \| \| Транспорт та зв'язок \| 13,8% \| 13,8% \| \| Посередницькі фінансові послуги \| 3,4% \| 3,4% \| \| Послуги підприємствам \| 10,3% \| 6,9% \| \| Послуги фізичним особам \| 34,5% \| 31% \| \| Нерухомість та ін. \| 6,9% \| 10,3% \| \| Усього підприємств \| 29 \| 29 \| |         |         |
| Підприємства міста, що працюють у сфері послуг, за діяльністю |         |         |
| Рік | 2002 р. | 2001 р. |
| Гуртова торгівля | 0%      | 6,9%    |
| Готелі та готельний бізнес | 31%     | 27,6%   |
| Транспорт та зв'язок | 13,8%   | 13,8%   |
| Посередницькі фінансові послуги | 3,4%    | 3,4%    |
| Послуги підприємствам | 10,3%   | 6,9%    |
| Послуги фізичним особам | 34,5%   | 31%     |
| Нерухомість та ін. | 6,9%    | 10,3%   |
| Усього підприємств | 29      | 29      |

## Житловий фонд
У 2001 р. 8,2% усіх родин (домогосподарств) мали житло метражем до 59 м2, 23,5% - від 60 до 89 м2, 28,7% - від 90 до 119 м2 і
39,5% - понад 120 м2.

З усіх будівель у 2001 р. 20,1% було одноповерховими, 77% - двоповерховими, 2,7
% - триповерховими, 0,2% - чотириповерховими, 0% - п'ятиповерховими, 0% - шестиповерховими,
0% - семиповерховими, 0% - з вісьмома та більше поверхами.

## Автопарк
| \| Автомобілі, зареєстровані у місті, за призначенням \| Автомобілі, зареєстровані у місті, за призначенням \| Автомобілі, зареєстровані у місті, за призначенням \| \| Рік \| 2006 р. \| 2005 р. \| \| -------------------------------------------------- \| -------------------------------------------------- \| -------------------------------------------------- \| \| Приватні автомобілі \| 64,2% \| 65,1% \| \| Мотоцикли \| 10,2% \| 9,6% \| \| Вантажівки \| 22,1% \| 21,6% \| \| Трактори \| 0,1% \| 0,1% \| \| Автобуси та ін. \| 3,3% \| 3,7% \| \| Усього автомобілів \| 1.591 шт. \| 1.497 шт. \| |           |           |
| Автомобілі, зареєстровані у місті, за призначенням |           |           |
| Рік | 2006 р.   | 2005 р.   |
| Приватні автомобілі | 64,2%     | 65,1%     |
| Мотоцикли | 10,2%     | 9,6%      |
| Вантажівки | 22,1%     | 21,6%     |
| Трактори | 0,1%      | 0,1%      |
| Автобуси та ін. | 3,3%      | 3,7%      |
| Усього автомобілів | 1.591 шт. | 1.497 шт. |

## Вживання каталанської мови
У 2001 р. каталанську мову у місті розуміли 98% усього населення (у 1996 р. - 98,8%), вміли говорити нею 89,3% (у 1996 р. - 
93,1%), вміли читати 87,4% (у 1996 р. - 86,5%), вміли писати 55,7
% (у 1996 р. - 40%). Не розуміли каталанської мови 2%.

## Політичні уподобання
У виборах до Парламенту Каталонії у 2006 р. взяло участь 935 осіб (у 2003 р. - 942 особи). Голоси за політичні сили розподілилися таким чином:
| \| Вибори до Парламенту Каталонії \| Вибори до Парламенту Каталонії \| Вибори до Парламенту Каталонії \| \| Рік \| 2006 р. \| 2003 р. \| \| -------------------------------------- \| ------------------------------ \| ------------------------------ \| \| Конвергенція та Єднання (CiU) \| 29,4% \| 33% \| \| Соціалістична партія Каталонії (PSC) \| 34% \| 35,9% \| \| Народна партія (PP) \| 4,8% \| 5,2% \| \| Ініціатива за зелену Каталонію (IC) \| 9,7% \| 5,4% \| \| Республіканська лівиця Каталонії (ERC) \| 18,3% \| 19,2% \| \| Громадянська партія (C's) \| 0,9% \| 0% \| \| Інші \| 2,9% \| 1,3% \| |         |         |
| Вибори до Парламенту Каталонії |         |         |
| Рік | 2006 р. | 2003 р. |
| Конвергенція та Єднання (CiU) | 29,4%   | 33%     |
| Соціалістична партія Каталонії (PSC) | 34%     | 35,9%   |
| Народна партія (PP) | 4,8%    | 5,2%    |
| Ініціатива за зелену Каталонію (IC) | 9,7%    | 5,4%    |
| Республіканська лівиця Каталонії (ERC) | 18,3%   | 19,2%   |
| Громадянська партія (C's) | 0,9%    | 0%      |
| Інші | 2,9%    | 1,3%    |

У муніципальних виборах у 2007 р. взяло участь 1.015 осіб (у 2003 р. - 1.076 осіб). Голоси за політичні сили розподілилися таким чином:
| \| Муніципальні вибори \| Муніципальні вибори \| Муніципальні вибори \| \| Рік \| 2007 р. \| 2003 р. \| \| -------------------------------------- \| ------------------- \| ------------------- \| \| Конвергенція та Єднання (CiU) \| 21,6% \| 35,7% \| \| Соціалістична партія Каталонії (PSC) \| 68,7% \| 62,9% \| \| Народна партія (PP) \| 9,8% \| 1,4% \| \| Ініціатива за зелену Каталонію (IC) \| 0% \| 0% \| \| Республіканська лівиця Каталонії (ERC) \| 0% \| 0% \| \| Громадянська партія (C's) \| 0% \| 0% \| \| Інші \| 0% \| 0% \| |         |         |
| Муніципальні вибори |         |         |
| Рік | 2007 р. | 2003 р. |
| Конвергенція та Єднання (CiU) | 21,6%   | 35,7%   |
| Соціалістична партія Каталонії (PSC) | 68,7%   | 62,9%   |
| Народна партія (PP) | 9,8%    | 1,4%    |
| Ініціатива за зелену Каталонію (IC) | 0%      | 0%      |
| Республіканська лівиця Каталонії (ERC) | 0%      | 0%      |
| Громадянська партія (C's) | 0%      | 0%      |
| Інші | 0%      | 0%      |